# Philip Selznick
Philip Selznick (* 8. Januar 1919 in Newark, New Jersey; † 12. Juni 2010 in Berkeley, Kalifornien) war ein US-amerikanischer Jurist und Soziologe, emeritierter Professor der Universität Berkeley und Mitbegründer des Research Committee on Sociology of Law. Als Autor veröffentlichte Selznick zu den Bereichen Organisationstheorie, Rechtssoziologie und öffentliche Verwaltung mehrere Büchern wie „The Moral Commonwealth“, „TVA and the Grass Roots“ und „Leadership in Administration“.

## Allgemeines Wirken
Selznick promovierte 1947 an der Columbia University, nachdem er seinen Militärdienst abgeleistet hatte. Dort war er Schüler von Robert K. Mertons. Beeinflussungen von Robert Michels (bürokratisierte Oligarchie mit Macht- und Wissensmonopol) lassen in ihm einen pessimistischen Wissenschaftler erkennen: „Selznick geht von der Annahme aus, dass die aus der Tyrannei der Mittel resultierende allmähliche Entfernung von den ursprünglichen Zielen [der Organisation] eine universale Tendenz ist und nur teilweise abgewendet werden kann.“ Alvin W. Gouldner warf ihm daher 1955 „metaphysischen Pathos“ vor, da er an Michels ehernem Gesetz der Oligarchie festhielt.
Mit der Veröffentlichung von TVA and the Grass Roots im Jahr 1949 begann seine akademische Karriere. Dieses Buch sowie The Organizational Weapon (1952) und Leadership in Administration (1957) machten ihn zu einer Autorität auf dem Gebiet der Organisationstheorie und -soziologie. Selznick selbst charakterisierte diese Untersuchungen später als „beschäftigt mit den Bedingungen und Prozessen, die Ideale vereiteln oder ihnen stattdessen Leben und Hoffnung geben“. Diese ausgeprägte Beschäftigung mit Idealen führte Selznick zunehmend zur sozialen Untersuchung des Rechts. Er entwickelte einen Ansatz - verkörpert in Werken wie Law, Society and Industrial Justice (1969) und Law and Society in Transition (1978) -, der ehrgeizig Elemente der traditionellen Rechtswissenschaft in Bezug auf die Natur des Rechts mit sozialwissenschaftlichen Erkenntnissen über organisatorische Dynamiken und Zwänge kombinierte.
1992 veröffentlichte Selznick das Buch The Moral Commonwealth: Social Theory and the Promise of Community. In diesem Werk, welches er selbst als sein Hauptwerk betrachtete, erweiterte und überarbeitete er viele seiner früheren Untersuchungen zu Recht und Organisationen. In seinem 2002 erschienenen Werk The Communitarian Persuasion (Die kommunitaristische Überzeugung) arbeitete er die Verbindungen zwischen dieser Forschung und führenden Debatten in der liberalen politischen Philosophie weiter aus. Sein letztes Buch, A Humanist Science (2008), das er im Alter von 89 Jahren veröffentlichte, bot eine abschließende Erklärung der methodologischen Werte, die seine Beiträge leiteten. (David Lieberman, Jefferson E. Peyser Professor für Rechtswissenschaften)
Von 1961 bis 1972 war er Gründungsdirektor des Berkeley Center for the Study of Law and Society, das sich bald zu einem internationalen Zentrum für interdisziplinäre Forschung entwickelte. 1977 trat er der juristischen Fakultät bei und war der Gründungsvorsitzende des Berkeley Law’s doctoral program in Jurisprudence and Social Policy. Er blieb noch lange nach seiner Pensionierung 1984 aktiv und erhielt zahlreiche Auszeichnungen für sein Lebenswerk und akademische Ehrungen.

## Wichtige Beiträge
Selznick war ein wichtiger Vertreter der neoklassischen Organisationstheorie, die in den 1930er Jahren entstand. In einer seiner einflussreichsten Arbeiten mit dem Titel „Foundations of the Theory of Organization“ (1948) wurden seine Beiträge zur Organisationstheorie dargelegt.

### Individuen als unabhängige Akteure
Vereinfacht ausgedrückt, postulierte Selznick, dass Individuen innerhalb von Organisationen dichotome Zielvorstellungen haben können, was es für Organisationen und Mitarbeiter schwierig macht, dieselben impliziten, rationalen Ziele zu verfolgen (wie in der klassischen Organisationsbewegung theoretisiert, die ein Vorläufer von Selznicks Arbeit war).

### Kooptationstheorie
Selznicks Kooptationsprinzip ist ein wichtiger Vorläufer für die späteren Entwicklungen der Organisationsökologie und der Kontingenztheorie.
In seiner Studie der TVA definiert Selznick Kooptation wie folgt: „the process of absorbing new elements into the leadership or policy-determining structure of an organization as a means of averting threats to its stability or existence.“ Er unterscheidet formale von informaler Kooptation. Erstere ergibt sich „aufgrund eines Mangels an Zustimmung der Basis“; Ziel sei somit, den Konsens für anstehende Entscheidungen zu vergrößern. Beispielhaft hierfür nennt er die „Kolonialgeschichte, wo es vorkam, dass die koloniale Führung Vertreter der indigenen Bevölkerung in die lokale Administration aufnahm.“ Informale Kooptation habe zum Ziel, Gefahren durch externe Kräfte abzuwenden. Hierfür werden Forderungen externer Kräfte auf Kosten der ursprünglichen Zielsetzungen berücksichtigt. In der TVA erfolgte informelle Kooptation „vor allem unter dem Druck der Lobby der großen Landbesitzer“.
In Foundations of the Theory of Organization, gleichzeitig ein Kapitel in TVA and the Grass Roots, präzisiert er die theoretischen Aussagen seiner Feldstudie: Er postuliert, dass Organisationen selbst Grundbedürfnisse haben, deren Befriedigung das Überleben der Organisation sichern. Der Kern seiner strukturfunktionalistischen Analyse besteht darin, die unerwarteten Folgen, die sich aus organisationalem Handeln ergeben, zu untersuchen.

### Soziologie des Rechts
Selznick leistete einen wichtigen Beitrag zur Rechtssoziologie,  indem er seine Ideen über rechtliche Institutionen und deren Probleme und Möglichkeiten, auf ihre Mitglieder einzugehen, aus seinen früheren Arbeiten über die Soziologie formaler Organisationen entwickelte.

### Theorien der Massengesellschaft
Selznick war der erste, der - im Vorgriff auf Daniel Bell, Edward Shils, Talcott Parsons, William Kornhauser und viele andere amerikanische Sozialwissenschaftler - die damals vorherrschende Theorie der Massengesellschaft angriff. Stattdessen vertrat er die Auffassung, dass es zwei analytisch unterschiedliche theoretische Ansätze zur Massengesellschaft gibt:
Es gab diejenigen, die Kritiker des Equalitarismus waren oder die Rolle der kreativen und kulturtragenden Eliten betonten; aber auch diejenigen, die die soziale Desintegration und die Qualität der Beteiligung an der Massengesellschaft und den Massenorganisationen betonen.
Die erste Gruppe der Theoretikern wird durch José Ortega y Gasset und Karl Mannheim repräsentiert. Jeder dieser Theoretiker verortete die Ursache für das Aufkommen der Massengesellschaft im Niedergang der sozialen Stellung der kreativen Eliten, die für die Entwicklung und Stärke der kulturellen Werte verantwortlich waren. Die Massengesellschaft entstand, als die Gesellschaft nicht mehr von einer identifizierbaren und stabilen Struktur von Eliten geleitet wurde, als die vulgären Gelüste der Massen „den Kanon der Raffinesse und der nüchternen Zurückhaltung“ verdrängten. Die Massen können nicht einfach die Rolle übernehmen, die zuvor die Eliten innehatten; sie können Wünsche, aber keine Werte zum Ausdruck bringen.
Die zweite Gruppe der Theoretikern der Massengesellschaft, die die soziale Desintegration und die Qualität der Partizipation betonten, wurde am besten durch Emil Lederer, Erich Fromm und Sigmund Neumann repräsentiert. Selznick argumentierte, dass diese Theoretiker die Rolle der Eliten weitgehend unberücksichtigt ließen. Sie definierten die Massengesellschaft als das Zeitalter des Massenmenschen, eines Typs, der nicht durch eine Beziehung zu einer formal überlegenen oder intrinsisch besser qualifizierten Elite definiert ist, sondern als Ausdruck eines umfassenderen sozialen Zerfalls. Die homogenen, amorphen und undifferenzierten Individuen der Masse waren das Ergebnis radikaler sozialer Veränderungen, die alte Normen obsolet und alte Rollen bedeutungslos werden ließen. Die psychologische Verschlechterung folgte auf die soziale Desorganisation: „Wenn Familie, Kirche und traditionelle politische Bindungen schwächer werden, kommt es zu einer psychologischen Atomisierung“. Diese Art der Theorie der Massengesellschaft stellt die Gesellschaft als eine Menge dar, in der irrationale, emotionale Handlungen vorherrschen. „Die Bereitschaft zur Manipulation durch Symbole, insbesondere solche, die sado-masochistische Auslösungen ermöglichen, ist für die Masse wie für die Menge charakteristisch.“

## Leadership
Selznick betrachtet Leadership als „kreative Tätigkeit“ die im Wesentlichen durch vier Funktionen gekennzeichnet ist:
- Die Festlegung der institutionellen Aufgabe und Rolle
- Die institutionelle Inkorporierung des Ziels
- Die Wahrung der institutionellen Integrität
- Die Beilegung interner Konflikte

Mit dieser Betrachtung von Führung werden Organisationen von Selznick nicht mehr nur als „Objekte von Zwängen und äußerem Druck betrachtet“, sondern auch als Akteure gesehen, die in der Lage sind, Ziele zu formulieren, zu verfolgen und Werte geltend zu machen. Später sieht er in Leadership in Administration den vermutlich wichtigsten Aspekt von Institutionalisierung in „the infusion with value beyond the technical requirements of the task at hand.“

## Schriften
- An Approach to a Theory of Bureaucracy. In: American Sociological Review 1943, Vol. 8 No. 1, S. 47–54.
- Foundations of the Theory of Organization. In: American Sociological Review 1948, Vol. 13 No. 1, S. 25–35.
- TVA and the Grass Roots: A Study in the Sociology of Formal Organization. University of California Press, 1949 (Harper & Row 1966).
- The Organizational Weapon: A Study of Bolshevik Strategy and Tactics. McGraw-Hill 1952.
- Sociology. A Text with adapted Reading. mit Leonard Broom, Evanston 1955.
- Leadership in Administration. A Sociological Interpretation. Harper & Row 1957.
- Law, Society and Industrial Justice. Russell Sage Publications Berkeley 1969.
- The Moral Commonwealth: Social Theory and the Promise of Community. University of California Press, 1992.
- Institutionalism „Old“ and „New“. In: ASQ 1996, Vol. 41 No. 2, S. 270–277.